# The Hendon Mob
The Hendon Mob è un sito internet che gestisce il più importante e completo database sui risultati dei tornei di poker sportivo disputati dal vivo.
Deriva il suo nome da quello del gruppo dei quattro giocatori professionisti di poker londinesi Joe Beevers, Barny Boatman, Ross Boatman, Ram Vaswani, che nel 2000 diedero vita appunto al "The Hendon Mob".
Il database raccoglie informazioni sui tornei dal vivo disputati in tutto il mondo a partire dal 2000; è inoltre presente l'archivio completo dei risultati delle WSOP a partire dalla prima edizione del 1970.